# Гітроу (Флорида)
Гітроу (англ. Heathrow) — переписна місцевість (CDP) в США, в окрузі Семінол штату Флорида. Населення — 6806 осіб (2020).

## Географія
Гітроу розташований за координатами 28°46′25″ пн. ш. 81°22′19″ зх. д. / 28.77361° пн. ш. 81.37194° зх. д. (28.773645, -81.372008).  За даними Бюро перепису населення США в 2010 році переписна місцевість мала площу 8,18 км², з яких 7,34 км² — суходіл та 0,84 км² — водойми.

## Демографія
Згідно з переписом 2010 року, у переписній місцевості мешкало 5896 осіб у 2425 домогосподарствах у складі 1746 родин. Густота населення становила 721 особа/км².  Було 2798 помешкань (342/км²).
Расовий склад населення:
| - 83,0 % — білих - 9,4 % — азіатів - 4,1 % — чорних або афроамериканців - 0,2 % — корінних американців - 0,1 % — вихідців з тихоокеанських островів - 1,5 % — осіб інших рас |

До двох чи більше рас належало 1,8 %. Частка іспаномовних становила 9,8 % від усіх жителів.
За віковим діапазоном населення розподілялося таким чином: 23,6 % — особи молодші 18 років, 60,7 % — особи у віці 18—64 років, 15,7 % — особи у віці 65 років та старші. Медіана віку мешканця становила 42,9 року. На 100 осіб жіночої статі у переписній місцевості припадало 90,8 чоловіків;  на 100 жінок у віці від 18 років та старших — 90,3 чоловіків також старших 18 років.
Середній дохід на одне домашнє господарство  становив 113 430 доларів США (медіана — 84 188), а середній дохід на одну сім'ю — 135 247 доларів (медіана — 100 764). Медіана доходів становила 105 625 доларів для чоловіків та 45 439 доларів для жінок. За межею бідності перебувало 5,5 % осіб, у тому числі 4,2 % дітей у віці до 18 років та 8,3 % осіб у віці 65 років та старших.
Цивільне працевлаштоване населення становило 3007 осіб. Основні галузі зайнятості: фінанси, страхування та нерухомість — 22,1 %, науковці, спеціалісти, менеджери — 16,6 %, освіта, охорона здоров'я та соціальна допомога — 13,4 %, роздрібна торгівля — 12,4 %.